# 来原良蔵
来原 良蔵（くるはら りょうぞう）は、幕末の志士、長州藩士。

## 生涯
長門国阿武郡で、福原光茂の子として生まれる。福原冬嶺に学び、その後天保12年（1841年）に藩校である明倫館に入った。翌年末に母方の伯父である大組来原良左衛門盛郷の養子となった。
嘉永4年（1851年）2月、江戸に上って朱子学者安積艮斎に師事する。また江戸在中に、吉田松陰や桂小五郎らと交流を持ち、松陰の脱藩を支援した咎で譴責された。翌年、萩に戻る。同年正月、先鋒隊に入隊。6月には浦賀沖にペリー提督が黒船で来航した際には江戸に登り、浦賀周辺の形勢を視察する。8月には森重武兵衛に砲術を学んだ。
安政元年（1854年）正月、来島又兵衛らと忠義会を結成する。その後、相模国警備にあたった。同年8月、浦賀奉行与力の中島三郎助に入門して合薬製造掛となり、銃器の扱いを修練した。12月には先鋒隊を除隊した。翌年3月に再び萩に戻るも、10月には再度江戸に登り、江戸番手手廻組に所属して密用方右筆役、毛利一門の岩国領吉川氏の内用掛を兼任した。安政3年（1856年）3月に萩に戻り、周布政之助による嚶鳴社復興に加わった。そして毛利元就らの記録編集を行っている。同年9月25日、桂小五郎の妹・治子と結婚。翌年正月にはまた相模国警備に向かい、作事吟味役を勤めた。翌安政5年（1858年）に萩に戻り、12月には御手当方内用掛となる。そして長崎での長崎海軍伝習に加わり、翌年6月に戻った｡
安政6年（1859年）9月、明倫館助教兼兵学科総督に就任する。山田亦介らと旧態依然とした長州藩の軍制改革を行い、軍制規則制定、教練の実行等、長州藩兵の近代化と強化に非常に大きな功績を挙げる。11月には江戸に上り、有備館の文武諸業御用掛を勤めた。軍制改革のために万延元年（1860年）5月に帰萩する。9月には御手当御内用掛として明倫館助教を兼ねた。文久元年（1861年）6月には、洋式兵学者中島名左衛門喜勝を明倫館へ招聘した｡
その頃、母方の従兄弟で「航海遠略策」を唱える開国派の重臣長井雅楽と対立するも、後に和解する。文久2年（1862年）2月、公武周旋のため肥後国熊本と薩摩国鹿児島へ出張した。しかし藩論が開国から攘夷に急展開するに及び、同年3月に上京、久坂玄瑞らと長井雅楽を除くため奔走した。この長井雅楽暗殺未遂事件の際に、責任を取って自害をしたいと申し出たが、それを拒否されている。死地を求めた良蔵は同年8月に江戸へ上り、横浜の外国公使館襲撃を企てるも失敗、毛利定広に諌められ、同年8月長州藩江戸藩邸にて自害した。34歳没。
遺体は芝の青松寺に葬られたが、明治15年（1882年）に松陰神社に改葬された。明治24年（1891年）、従四位を追贈された。
2人の息子は義兄である桂小五郎の養子となった。

## 伊藤博文との関係
初代内閣総理大臣となった伊藤博文は、良蔵が浦賀での警備中にその才を見出して部下とした。良蔵の薦めで博文は松下村塾に入塾。長崎での海軍伝習にも付き従った。博文は良蔵の死後もその遺志を継いで活動し、彼を終生師匠として仰いだ。木戸よりもその才覚を評価しており（伊藤公直話より）、それを噂伝いで聞いた木戸孝允はしばらく不機嫌だったという。

## 参考資料
- 妻木忠太 「来原良蔵伝」
- 「忠節事績」（毛利文庫）

## 登場する作品
- 花神 - 1977年、NHK、演：西園寺宏
- 花燃ゆ - 2015年、NHK、演：松本実